# Филип Димитров
Филип Димитров Димитров е български политик от Съюза на демократичните сили (СДС). Като министър-председател на България е начело на правителството от 8 ноември 1991 до 30 декември 1992 г.
Филип Димитров е народен представител в XXXVI (1991 – 1994), XXXVII (1994 – 1997) и XL (2005 – 2008) Обикновено народно събрание, зам.-председател на ротационен принцип.
В началото на юни 2008 г. обявява, че се отказва от депутатското си място тъй като възможността му "да влияе на процесите не е чак толкова голяма" и ще се занимава с преподавателска дейност, на 10 юли 2008 г. парламентът прекратява предсрочно пълномощията му.
Преподава в Американския университет в България (2002 – 2008 и 2010), където в периода 03-09.2003 г. учи в САЩ - Public policy scholar at Woodrow Wilson Center, Washington DC, а на 12.03.2010 г. защитава научна степен "доктор на политическите науки" в НБУ; преподава в Университета в Торонто, Канада (10.2007);  в Кристофър Нюпорт Юнивърсити – Вирджиния, САЩ (08.2008 – 12.2009) и в Нов български университет (2015).  Доктор хонорис кауза на Грузинския Университет - 2014. Почетен професор в НБУ.
През октомври 2015 г. е назначен за съдия в Конституционния съд, с мандат до ноември 2024 г.

## Биография
Филип Димитров е роден на 31 март 1955 г. в София. Учи в Английската езикова гимназия. Завършва право в Софийския държавен университет през 1977 г.  Стажант-съдия в СОС 1978 - 1979 г.
Адвокат във София - Втора адвокатска колегия  1979 - 1990; 1993 - 1997; 2002 - 2005; 2010; 2015
Преминава тригодишно обучение за психотерапевт pro bono и е доброволец в "Телефон на доверието" (1977 - 1985) към БЧК.

### Политическа кариера
През 1990 г. става заместник-председател на новосъздадената Зелена партия, която влиза в състава на СДС. През август е избран за заместник-председател, а няколко месеца след отстраняването на Петър Берон – за председател на Координационния съвет на СДС. Остава на поста от декември 1990 до края на 1994 г.

#### Министър-председател
Като лидер на СДС през ноември 1991 г. Филип Димитров съставя правителство на малцинството.
На 15 януари 1992 година Димитров обявява признаването от Република България на независимостта на Република Македония, която обявява независимостта си от Югославия два месеца преди това, като така България става първата държава, официално признала независимостта на Република Македония.
На 30 август 1992 г. президентът Желю Желев свиква пресконференция в Бояна, на която критикува остро правителството на Димитров, че е обявило война на медиите, синдикатите, църквата, президентството и извънпарламентарните политически формации – епизод, наречен по-късно „Боянски ливади“. През октомври 1992 г. правителството на Димитров внася вот на доверие в парламента, но губи гласуването, тъй като Движението за права и свободи (ДПС) не го подкрепя и така пада от власт.

#### Посланик
След загубата на изборите през 1994 г. Димитров се оттегля от ръководството на СДС, до 1997 г. е депутат от СДС в XXXVII народно събрание, като от 1995 г. - член на Комисията по външна политика и европейска интеграция.
След връщането на СДС на власт Филип Димитров е последователно представител на България в Организацията на обединените нации в Ню Йорк (1997 – 1998) и посланик на България в САЩ (1998 – 2001).
През 2010 г. се кандидатира за ръководител на делегацията на ЕС в Грузия и на 15 септември 2010 г. върховната представителка на ЕС по външна политика Катрин Аштън го определя за ръководител на постоянното представителство на ЕС в Грузия, до 2014 г.

#### В СДС
След избирането на Георги Първанов за президент на Република България през 2001 г. той демонстративно напуска поста на посланик в САЩ и отново се включва в дейността на СДС, като след разцеплението на партията през 2004 г. остава лоялен към лидера Надежда Михайлова.
На 10 ноември 2004 г. – модератор на срещата на десните партии, инициирана от СДС

#### Конституционен съдия
На 6 октомври 2015 г. е назначен за съдия в Конституционния съд от президента Росен Плевнелиев, с мандат до ноември 2024 г.
Венецианска комисия
В началото на 2017 г е избран за представляващ България в Комисията за демокрация чрез право, към Съвета на Европа, известна като
Венецианската комисия.
В началото на декември 2019 г е избран за заместник-председател на Комисията за демокрация чрез право.

## Награди
Носител е на наградата Truman Reagan Freedom Award за принос в борбата за отхвърляне на комунизма в Европа.
Доктор хонорис кауза на Грузинския университет.
На 29 септември 2015 г. е удостоен със званието „Почетен професор на Нов български университет“.

## Критика
Докато е посланик в САЩ, Филип Димитров поддържа сред местните български православни епархии синода на митрополит Инокентий, за което е критикуван от американско-австралийския митрополит Йосиф, който го нарича „убиецът на нашата църква, човекът, който обяви война на църквата и в България“.
В интервю от третото тримесечие на 2020 пред Истории от прехода  Филип Димитров изразява подкрепа за позицията на ГЕРБ срещу протестите в страната и оправдава ДПС за ролята им в свалянето му от министър-председателския пост.

## Семейство
Филип Димитров е женен за д-р Елена Димитрова
Ползва английски, френски, руски. Хоби – да работи в областта на психотерапията.

## Романи
Филип Димитров е автор на два исторически романа – „Ибо живяха, Господи“ (1991) и „Братя“ (2019), както и на романа с евангелска тематика „Светлина на човеци“ (2003), публикуван и на английски (2019).
Дебютният „Ибо живяха, Господи“ е писан през 1986 – 1989 г., но излиза в дните около победата на СДС в изборите на 13 октомври 1991 г. и малко преди Филип Димитров да бъде избран за министър-председател. В този роман действието се развива през първите тревожни десетилетия на 14 век. Според някои критици с него авторът продължава традициите на Емилиян-Станевия „Антихрист“.
Автор е и на книга за деца и възрастни „Истинската история за рицарите на кръглата маса“ (1997).

## Политически студии
- „Митовете на Българския преход“ (2003)
- Новите демокрации и трансатлантическата връзка“ (2004) (публикувана на английски под заглавие Jumping into the Atlantic в Woodrow Wilson Center - Washington DC - 2003 г.)
- „Политическото представителство след комунизма“ (2010)
- „Revisiting the Beginning of the Bulgarian Transition“ (2016)